# Диксон, Джоан
Джоан Диксон (англ. Joan Dixon; 6 июня 1930 года — 20 февраля 1992 года) — американская актриса кино и телевидения 1950-х годов.
На протяжении 1950-х годов Диксон сыграла в таких криминальных драмах, как «Эксперимент Алькатрас» (1950), «Отряд по борьбе с мошенничеством» (1950) и «Препятствие» (1951), а также в пяти вестернах с участием Тима Холта.

## Ранние годы и начало карьеры
Джоан Диксон родилась 6 июня 1930 года в Норфолке, Вирджиния.
В 1950 году на Диксон обратил внимание миллиардер Говард Хьюз, незадолго до того ставший владельцем кинокомпании RKO Pictures. Как отмечает историк кино Ханс Дж. Воллстейн, «успешно раскрутив карьеру пышногрудой Джейн Рассел», Хьюз попытался повторить то же самое «со сладострастными Фейт Домерг и Джоан Диксон, которые чем-то напоминали Рассел».

## Карьера в кинематографе
В 1950 году Диксон подписала контракт с кинокомпанией RKO Pictures. В июле 1950 года Хьюз поставил задачу сделать из Диксон новую большую звезду, дав ей полную необходимую подготовку.
В 1950 году Диксон дебютировала в криминальной мелодраме «Эксперимент Алькатрас» (1950), сыграв главную женскую роль медсестры, которая вместе с врачом тюремной больницы ведёт расследование убийства заключённого, которое произошло в момент проведения испытаний нового лекарства на группе добровольцев. В том же году последовала детективная мелодрама «Отряд по борьбе с мошенничествами» (1950), где Диксон была молодой актрисой, которую детективы под видом медиума привлекают к операции по разоблачению банды профессиональных мошенников.
Год спустя Диксон сыграла, вероятно, свою наиболее значимую роль в кино в фильме нуар «Препятствие» (1951). Фильм рассказывает о честном страховом следователе Джо Питерсе (Чарльз Макгроу), который влюбляется в красивую охотницу за богатством Диану Морли (Джоан Диксон). Как написал историк кино Брайан Макдоннелл, «Диксон играет красивую и сексуальную женщину, которая провоцирует Джо на предательство своей фирмы, которой он был верен. Когда между ними возникает связь, быстро возникает тема алчности, после того, как она говорит Джо, что любит „путешествовать первым классом“ и что по своим материальным амбициям она метит в „высшую лигу“». В итоге из любви к ней Джо идёт на ограбление и убийство сообщника. Между тем под влиянием их романа характер Дианы резко меняется, и она вдруг готова на скромную семейную жизнь с Джо. Большинство современных киноведов высоко оценили напряжённый и увлекательный характер фильма, а также сильную игру Макроу. В отношении Диксон мнения критиков разделились. Так, Майкл Кини заключил, что «Диксон довольно хороша в роли роковой женщины с задним мыслями». По мнению Гленна Эриксона, «Диксон со своим томным взглядом выглядит бесподобно, немного напоминая Гэйл Расселл, хотя и без душевности последней». Однако «сценарий и постановка ей ничем не помогают, снабжая наихудшими репликами». Со своей стороны, Дэвид Хоган пришёл к выводу, что «Диксон, если не считать её практически подавляющей красоты, едва ли была грамотной актрисой, к тому же с довольно тоненьким голоском». По мнению Хогана, несмотря на поддержку Хьюза, «добиться успеха актрисе абсолютно не удалось, и она была бы полностью забыта, если бы не Чарльз Макгроу, который своим властным присутствием периодически оживляет этот фильм». По мнению Эриксона, в момент создания фильма «Диксон вышла на первый план как очередная находка Хьюза для RKO, у которой был потенциал, но она продержалась не слишком долго. Это была её самая крупная картина, однако, вероятно, актёрская игра не была для неё главным интересом в жизни».
В дальнейшем, по словам Воллстейна, «Диксон была растрачена в проходных картинах, включая главные роли в пяти вестернах с Тимом Холтом», среди них «Игра оружием» (1951), «Пистолетный урожай» (1951), «Закон пустошей» (1951), «Горячий свинец» (1951) и «Проход через пустыню» (1952).
Как отмечает Воллстейн, «результатом одержимости Хьюза стала серия незапоминающихся халтурных фильмов, а компания RKO оказалась на грани банкротства». В итоге, сыграв свою последнюю роль в 1958 году в комедии «Я женился на женщине», Диксон в возрасте 28 лет пришлось завершить свою кинокарьеру.

## Карьера на телевидении и на эстраде
Когда в 1953 году в кинокарьере Диксон наступила пауза, она попробовала свои силы на телевидении, сыграв в таких сериалах, как «Дорожный патруль» (1956), «Альфред Хичкок представляет» (1956), «Опознание» (1956), «Театр „Дженерал Электрик“» (1956) и «Телевизионный театр „Форда“» (1957).
После ухода из кино в 1958 году Диксон некоторое время работала как эстрадная певица, в частности в популярном клубе Dino’s, который принадлежал популярному певцу и киноартисту Дину Мартину. Как отмечает Алан Ройл, «вероятно, у неё был немалый вокальный талант, так как обозреватель Уолтер Уинчелл посвятил ей немало места в своей нью-йоркской колонке, рекомендуя её владельцам клубов и слушателям».

## Актёрское амплуа и оценка творчества
По мнению критиков, Диксон была красивой актрисой, однако не обладала выдающимися актёрскими способностями, попав в кинематограф исключительно по протекции Говарда Хьюза. Карьера Диксон началась в 1950 году и завершилась восемь лет спустя после 10 фильмов и пяти ролей на телевидении. Свою самую известную роль она сыграла в фильме нуар «Препятствие» (1951).

## Личная жизнь
В конце 1951 года 22-летняя Диксон познакомилась с 35-летним чикагским промышленником Теодором Брискиным, который ранее был женат на актрисе Бетти Хаттон. 19 октября 1952 года в Лас-Вегасе они поженились, после чего Диксон уже была готова завершить кинокарьеру. Однако, в ноябре 1952 года после 2.5 недель брака Брискин объявил о расставании с Диксон, приняв всю вину на себя. Они согласились, что их брак был ошибкой и договорились осуществить развод на дружественных условиях. Однако в январе 1953 года отношения между ними становились всё больше напряжёнными, вплоть до того, что стороны объявили о выдвижении встречных судебных исков. Брискин, в частности, утверждал, что Диксон его дважды избила, однако его иск так и не дошёл до суда. В итоге, в 1953 году Диксон оформила развод с Брискиным.
В июне 1958 года Диксон вышла замуж за телесценариста Уильяма Дрискилла, однако уже в сентябре 1958 года Дрискилл покинул их общий дом в Голливуде, ссылаясь на то, что «не мог любить и одновременно писать роман». В феврале 1959 года они официально оформили развод.

## Смерть
Джоан Диксон умерла 20 февраля 1992 года в Лос-Анджелесе в возрасте 61 года.

## Фильмография
| Год  |   | Русское название                  | Оригинальное название             | Роль                                |
| ---- | - | --------------------------------- | --------------------------------- | ----------------------------------- |
| 1950 | ф | Отряд по борьбе с мошенничествами | Bunco Squad                       | Грейс Брэдшоу                       |
| 1950 | ф | Эксперимент Алькатрас             | Experiment Alcatraz               | лейтенант Джоан Маккенна            |
| 1951 | ф | Закон пустошей                    | Law of the Badlands               | Велвет                              |
| 1951 | ф | Игра оружием                      | Gunplay                           | Терри Блейк                         |
| 1951 | ф | Пистолетный урожай                | Pistol Harvest                    | Филис Морган                        |
| 1951 | ф | Препятствие                       | Roadblock                         | Диана                               |
| 1951 | ф | Горячий свиней                    | Hot Lead                          | Гейл Мартин                         |
| 1952 | ф | Проход через пустыню              | Desert Passage                    | Эмили Брайс                         |
| 1953 | ф | Капитан Джон Смит и Покахонтас    | Captain John Smith and Pocahontas | индианка (в титрах не указана)      |
| 1956 | с | Дорожный патруль                  | Highway Patrol                    | диспетчер (1 эпизод)                |
| 1956 | с | Альфред Хичкок представляет       | Alfred Hitchcock Presents         | ревнивая девушка (1 эпизод)         |
| 1956 | с | Опознание                         | The Lineup                        | стюардесса (1 эпизод)               |
| 1956 | с | Театр «Дженерал Электрик»         | General Electric Theater          | (1 эпизод)                          |
| 1957 | с | Телевизионный театр «Форда»       | The Ford Television Theatre       | Шарлин Лопес (1 эпизод)             |
| 1958 | ф | Я женился на женщине              | I Married a Woman                 | жена Леонарда (в титрах не указана) |